# Archibald Acheson (4e comte de Gosford)
Pour les articles homonymes, voir Archibald Acheson, Acheson et Gosford.
Archibald Brabazon Sparrow Acheson, 4e comte de Gosford, (19 août 1841  - 11 avril 1922) est un pair britannique.

## Biographie
Le fils d'Archibald Acheson (3e comte de Gosford), il est né à Worlingham Hall, Suffolk, en 1841 et succède à son père en 1864 à la Chambre des lords. Il est Lord Lieutenant d'Armagh de 1883 à 1920 et Vice-Chambellan de la Maison de la Reine Alexandra à partir de 1901.
Il est colonel honoraire du 3e bataillon des Royal Irish Fusiliers à partir de 1899 et vice-amiral d'Ulster. Gosford est mort à Londres en 1922, à l'âge de 80 ans, et est incinéré au Golders Green Crematorium.

## Famille

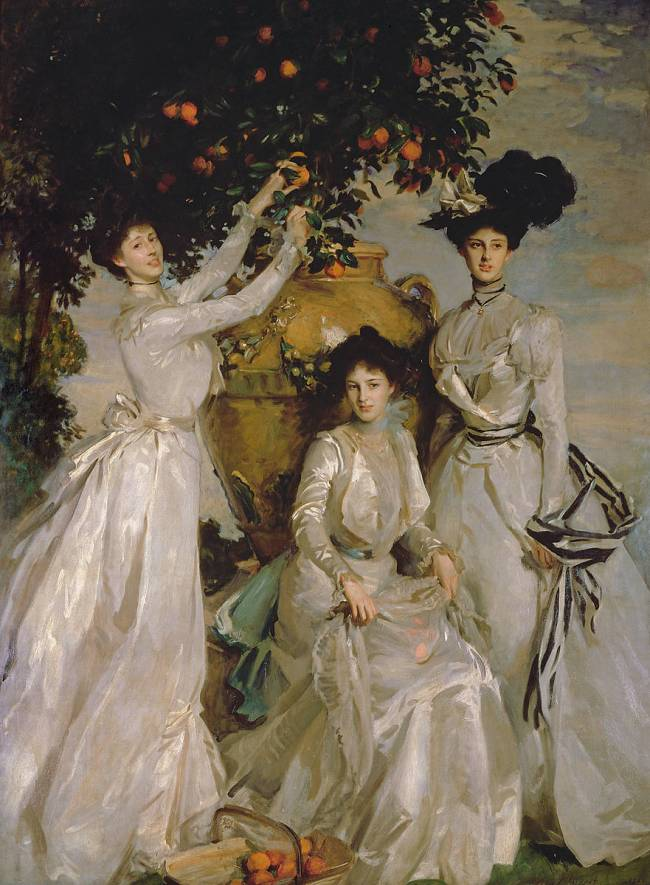
Sœurs Acheson (Mesdames Alexandra, Mary et Theo Acheson), John Singer Sargent, 1902

Il épouse Louisa Augusta Beatrice Montagu (nommée, en 1920, Dame Commandeur de l'Ordre de l'Empire britannique), fille de William Montagu (7e duc de Manchester), à Londres le 10 août 1876, avec qui il a les enfants suivants:
- Archibald Acheson (5e comte de Gosford) (1877–1954)
- Alexandra Louise Elizabeth Acheson (1878 - 21 janvier 1958); épouse le lieutenant-colonel William Frederick Stanley, fils de Frederick Stanley, 16e comte de Derby.
- Mary Acheson (1881 - ????); mariée à Robert Arthur Ward.
- Theodosia Louisa Augusta Acheson (1882 - 16 octobre 1977), épouse Alexander Cadogan.
- Patrick George Edward Cavendish Acheson (30 juin 1883-30 août 1957)